# Silvina Moreno
Pour les articles homonymes, voir Moreno.
 (octobre 2024).
Silvina Moreno (née le 8 septembre 1987 à Buenos Aires) est une chanteuse et compositrice argentine.

## Biographie
Silvina Moreno est la fille d'une femme de Tucumán et d'un homme de Buenos Aires. Elle chante pour la première fois à 8 ans au sein d'une chorale scolaire qui accompagne la présentation d'un album de Facundo Saravia et Yamila Cafrune, avec des classiques du folklore, au Teatro Broadway, sur l'Avenida Corrientes. À dix ans, elle découvre sa passion pour le chant et commence à écrire et composer. Adolescente, elle est la voix de A New Brick In The Wall et de London Eye (tribute bands de Pink Floyd).
À 20 ans, Moreno quitte San Isidro pour étudier au Berklee College of Music. Elle peut alors mélanger ses racines sud-américaines aux musiques des scènes de Brooklyn et à Londres. De cette façon, elle commence à s'aventurer dans un genre expérimental qui comprend des variantes de l'indie pop/rock nord-américain et anglais et des auteurs-compositeurs-interprètes latino-américains. Lors de trois cérémonies de remise des diplômes à l'Agganis Arena de Boston, elle est choisie pour chanter en présence d'artistes tels que Juan Luis Guerra, Smokey Robinson, Angelique Kidjo, Michael McDonald, Paco de Lucía y Chucho Valdés.
Après son diplôme, elle décide de travailler pour sa carrière professionnelle en sortant son premier album Mañana, sorti en 2011 de façon indépendante. Il est enregistré à New York avec des chansons bilingues écrites pendant sa période étudiante et produit par elle et l'ingénieur du son indépendant Jeff Fettig. Pour la réédition, Alejandro Pont Lezica est chargé de l'ensemble de la production artistique. Il comporte 10 compositions originales qui révèlent son imaginaire musical. Grâce à cet album, Moreno a l'occasion d'être la première partie pour Gilberto Gil, Coti, Estelares et Alicia Keys.
En 2012, elle revient à Buenos Aires, mais doit apprendre avoir un réseau professionnelle en Argentine.
Son deuxième album Real, enregistré simultanément dans les studios de Buenos Aires et de New York, et masterisé à Londres, paraît en 2015. Il contient quinze chansons de sa création coproduites musicalement par Nicolás Guerrieri et le duo Alfredo Toth et Pablo Guyot.
Le 3 mars 2017, elle sort le single Frío En los Pies, aux côtés de Kevin Johansen. Ce single est le premier aperçu de son troisième album Sofá. Il compte douze chansons de sa création et est produit par Eduardo Cabra. Plus tard, la chanson Cuídame, qui fait partie de l'album, dépasse les vingt millions de reproductions sur les plateformes numériques.
En 2019, elle sort son quatrième album Herminia avec des œuvres avec Nico Cotton et Juan Pablo Vega.
En 2022, elle sort son cinquième album Selva et le présente pour la première fois au Teatro Broadway. Elle participe au concert pour les réfugiés oragnisé par Telefe et le Haut Commissariat des Nations unies pour les réfugiés.
Le 9 août 2024, elle présente au Teatro Coliseo un spectacle pour fêter ses dix ans de carrière et présente un nouveau single Me hablan de vos.

## Discographie
- 2012 : Mañana
- 2015 : Real
- 2017 : Sofá
- 2019 : Herminia
- 2022 : Selva